# Joyeuse (espasa)

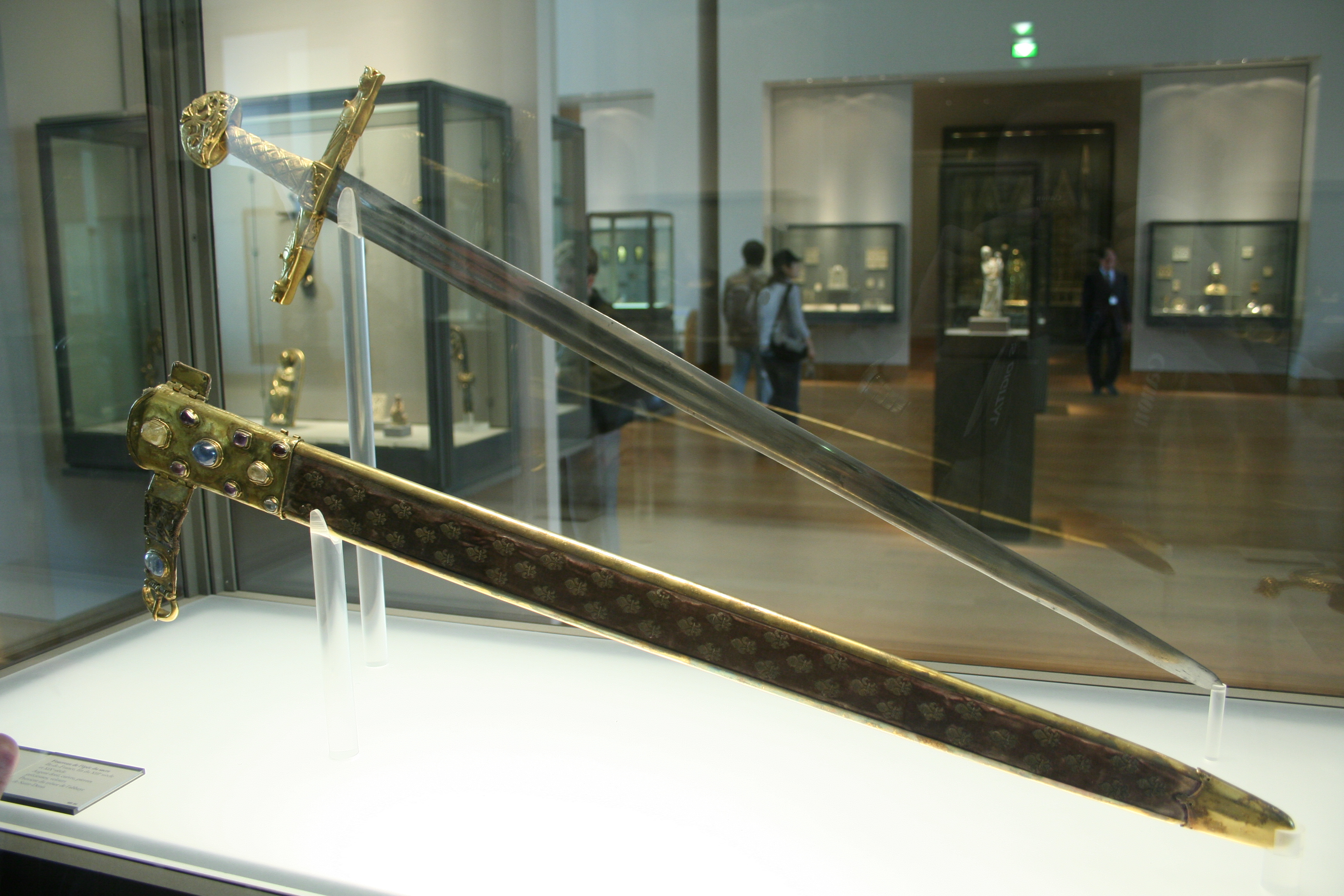
Joyeuse

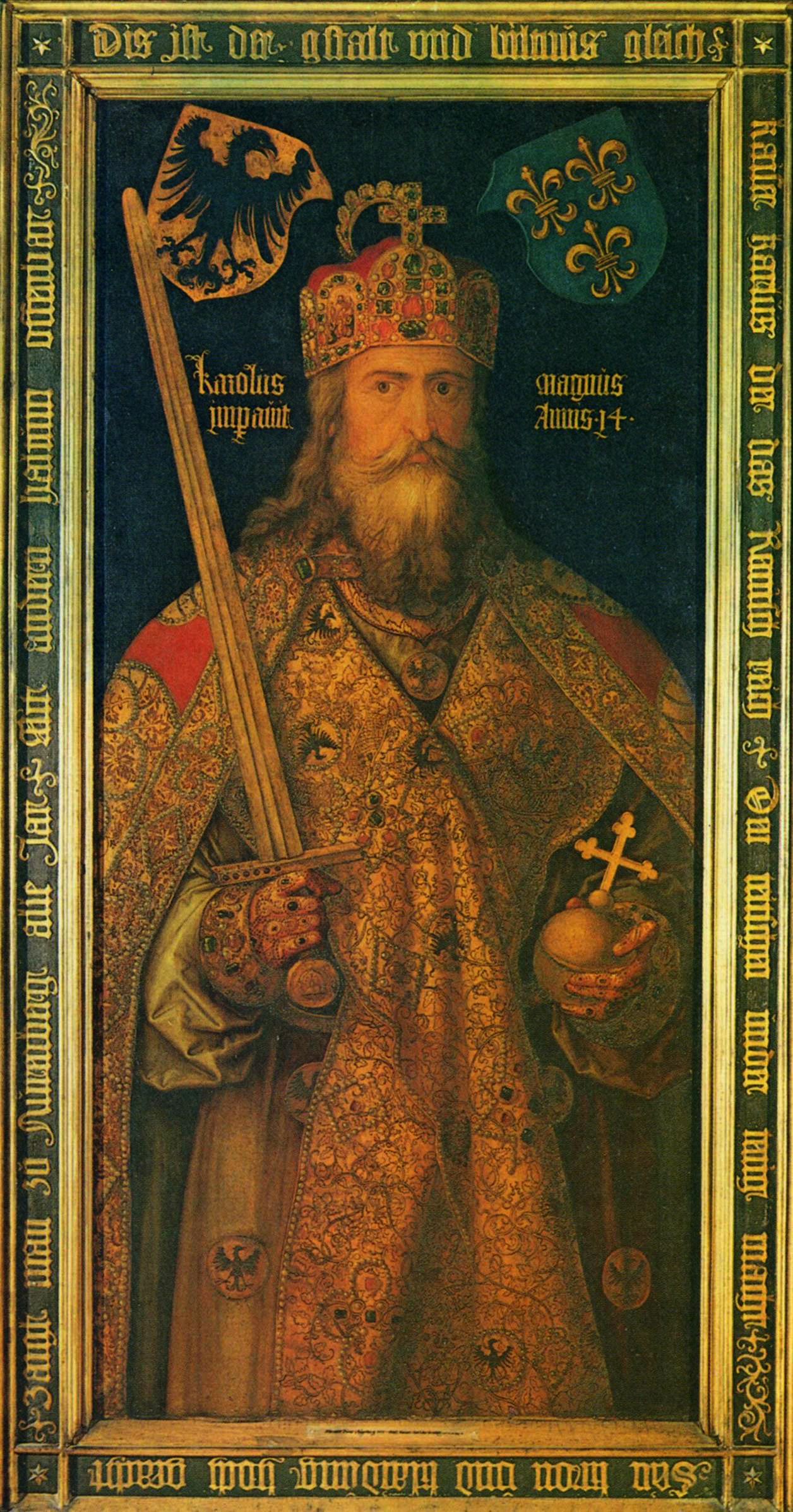
Carlemany representat per Albrecht Dürer (1512)

Joyeuse (en català: Joiosa) és l'espasa mítica de Carlemany que ha donat nom a la població de Juèsa. Els poetes la descriuen com canviant de color i amb una relíquia de la Llança Sagrada incrustada al seu pom, fet que li donava una força increïble. Hauria sigut forjada amb altres espases mítiques dels cavallers carolingis de la Cançó de Rotllan. Es creu que va ser enterrada amb Carlemany, si bé Felip II de França i els seus successors anomenaven també la seva espasa Joyeuse i pretenien que es tractava de la mateixa arma. Aquesta segona espasa formava part de les joies reials de la Basílica de Saint-Denis, que van passar al museu del Louvre per a la seva conservació.